# Швабгаузен (Тюрингія)
Швабгаузен (нім. Schwabhausen) — громада в Німеччині, розташована в землі Тюрингія. Входить до складу району Гота. Адміністративно підпорядковується громаді Гюнтерслебен-Вехмар.
Площа — 9,37 км2. Населення становить 778 ос. (станом на 31 грудня 2021).